# Furoinian flutykazonu
Furoinian flutykazonu – organiczny związek chemiczny, pochodna flutykazonu, syntetyczny, trifluorowany kortykosteroid o silnym działaniu przeciwzapalnym do stosowania donosowego, posiadający bardzo duże powinowactwo do receptora glikokortykosteroidowego.
Jest niecałkowicie wchłanialny, ulega efektowi pierwszego przejścia w wątrobie, wobec czego w dawkach leczniczych nie ma działania ogólnoustrojowego. Metabolizm wątrobowy z udział układu cytochromu P450 (CYP3A4).
Działanie przeciwzapalne rozpoczyna się około 8 godzin po podaniu dawki, okres półtrwania wynosi 15,1 godziny po podaniu dożylnym. Wydalany jest w 99% z kałem i 1% z moczem.
Lek pod nazwą Avamys, w postaci aerosolu do nosa, został zarejestrowany w Unii Europejskiej dnia 11 stycznia 2008 do leczenia objawów alergicznego nieżytu nosa.